# U-20ラグビー香港代表
U-20ラグビー香港代表（英語: Hong Kong national under-20 rugby union team）は、20歳以下の選手で構成されるラグビー香港代表チームである。愛称はフル15人制代表と同じ「ドラゴンズ (Dragons)」。
ワールドラグビーU20トロフィーなどに出場している。

## 歴史
2014年、香港開催のワールドラグビーU20トロフィーで初出場。

## 成績

### ワールドラグビーU20トロフィー
- 2014年 - 8位
- 2015年 - 8位
- 2016年 - 7位
- 2017年 - 8位
- 2018年 - 6位
- 2019年 - 8位